# 上清镇
上清镇位于中国江西省贵溪市西南，鹰潭市区正南方向约20千米处。是中国历史文化名镇。毗邻龙虎山，是天师府所在地。

## 行政区划
上清镇（龙虎山风景旅游区管委会）共辖以下地区：
府前社区、上清村、渐浦村、历山村、桂洲村、沙湾村、泥湾村、泉源村、城门村、通桥村。

## 中国历史文化名镇

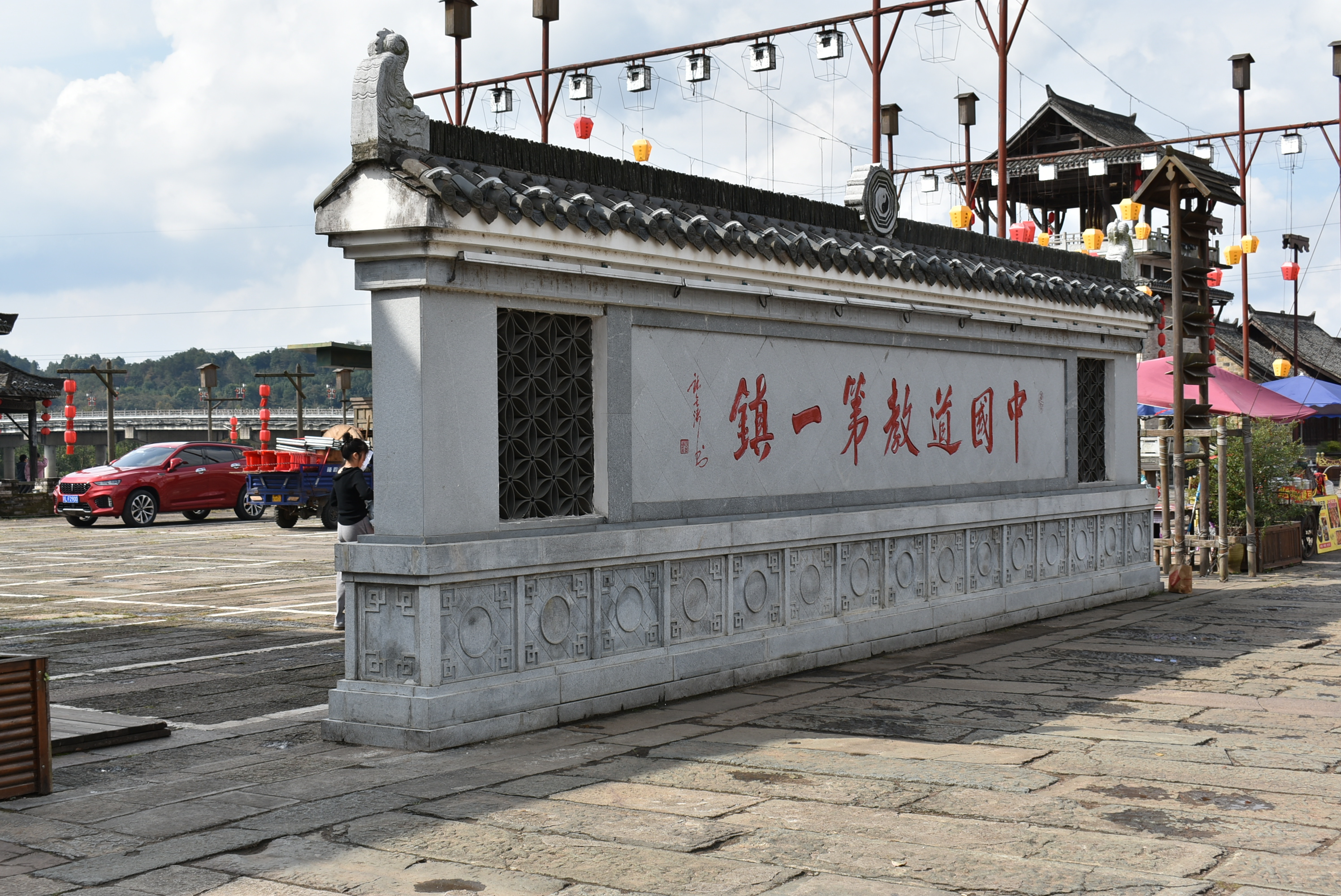
“中国道教第一镇”

上清镇已被列为中国历史文化名镇。